# Rue des Stations
Pour les articles homonymes, voir Station.
La rue des Stations est une rue de Lille, dans le Nord, en France.

## Situation et accès
La rue des Stations relie la place des halles centrales (Rue Solférino) à la place Genevières (Vauban Esquermes).
Située entre la rue Léon-Gambetta animée et commerçante et le grand axe de la rue Nationale, la rue des Stations est une voie assez calme comportant très peu de commerces.
Dans le sens rue Solférino-Esquermes, elle croise les rues Alphonse-Mercier, Meurein, Charles-Quint (une des plus anciennes de Wazemmes) à gauche, du Port à droite, Lavoisier à droite (conduisant à la place Philippe-de-Girard où se situait l'ancienne église de Wazemmes détruite en 1792 puis la mairie jusqu'à l'annexion de la commune), Colbert, d'Antin, de la Tranquillité à gauche, des Frères Vaillant à droite, Deschodt à gauche, Loyer à droite (ces 2 rues formant la limite entre les anciennes communes de Wazemmes et Esquermes), de Brigode à gauche et le Boulevard Montebello, seul axe important croisé, qui fait partie du réseau créé à la suite de l'agrandissement de Lille de 1858.
Elle est située à proximité des stations de métro Gambetta et Cormontaigne.

## Origine du nom
La rue tient son nom de sept chapelles stations construites en 1635 sur un chemin de pèlerinage vers Notre-Dame-d'Esquermes.
En 1949, le frère André Bouton réalise à l'abbaye Saint-Paul de Wisques sept céramiques correspondant aux sept reposoirs originaux du pèlerinage à la vierge. Elles sont installées sur les façades de la rue.

Les 7 céramiques de la rue
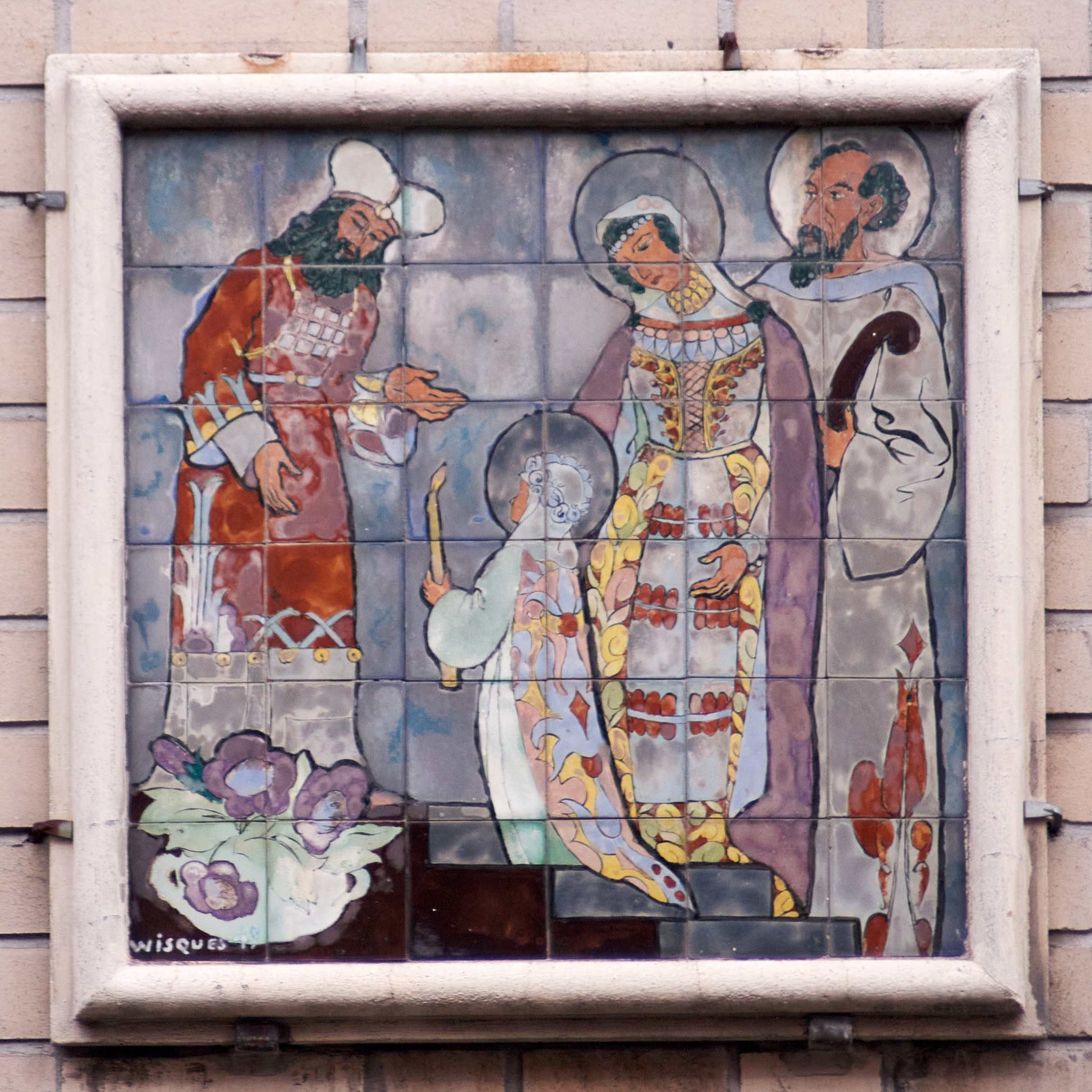
n°46
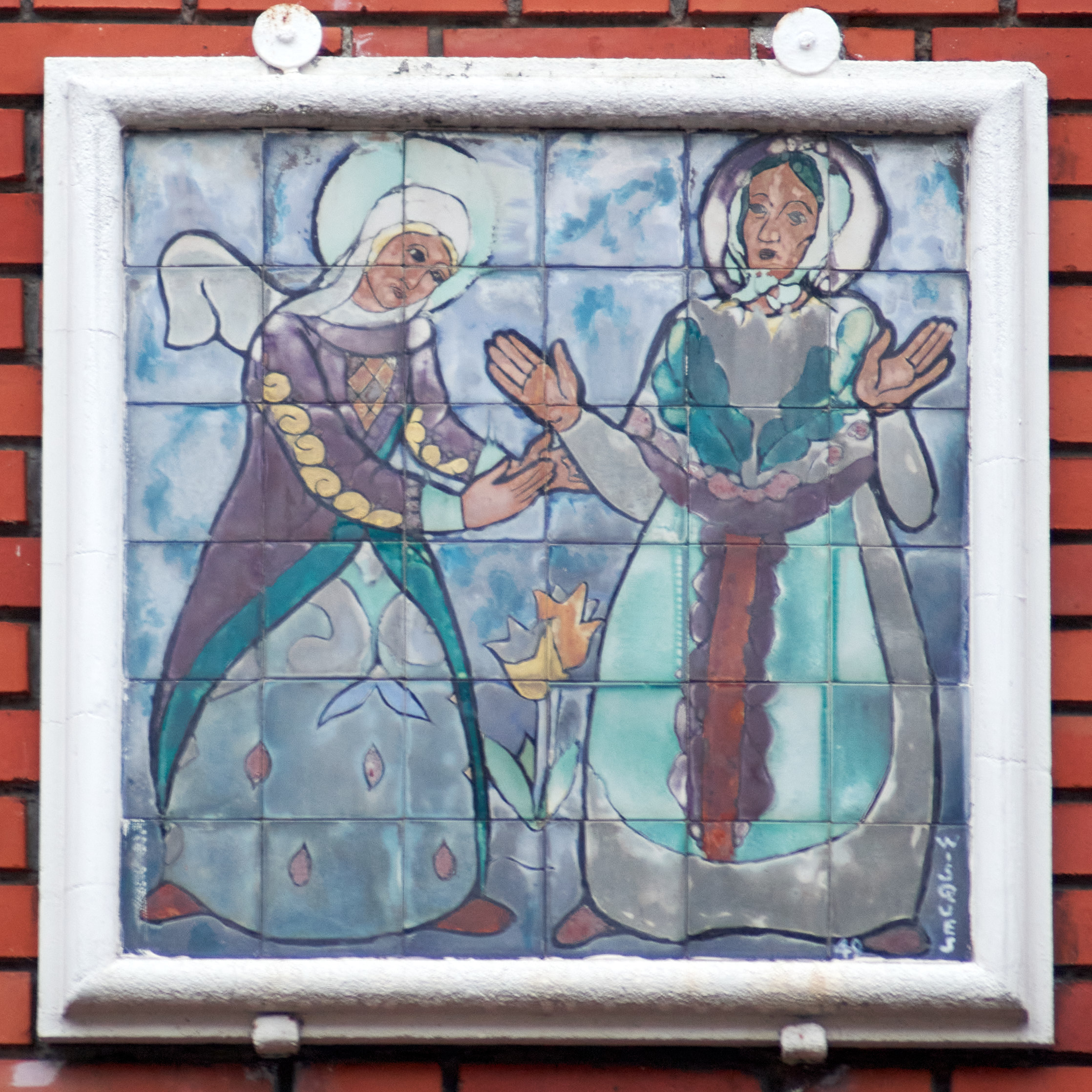
n°75 bis
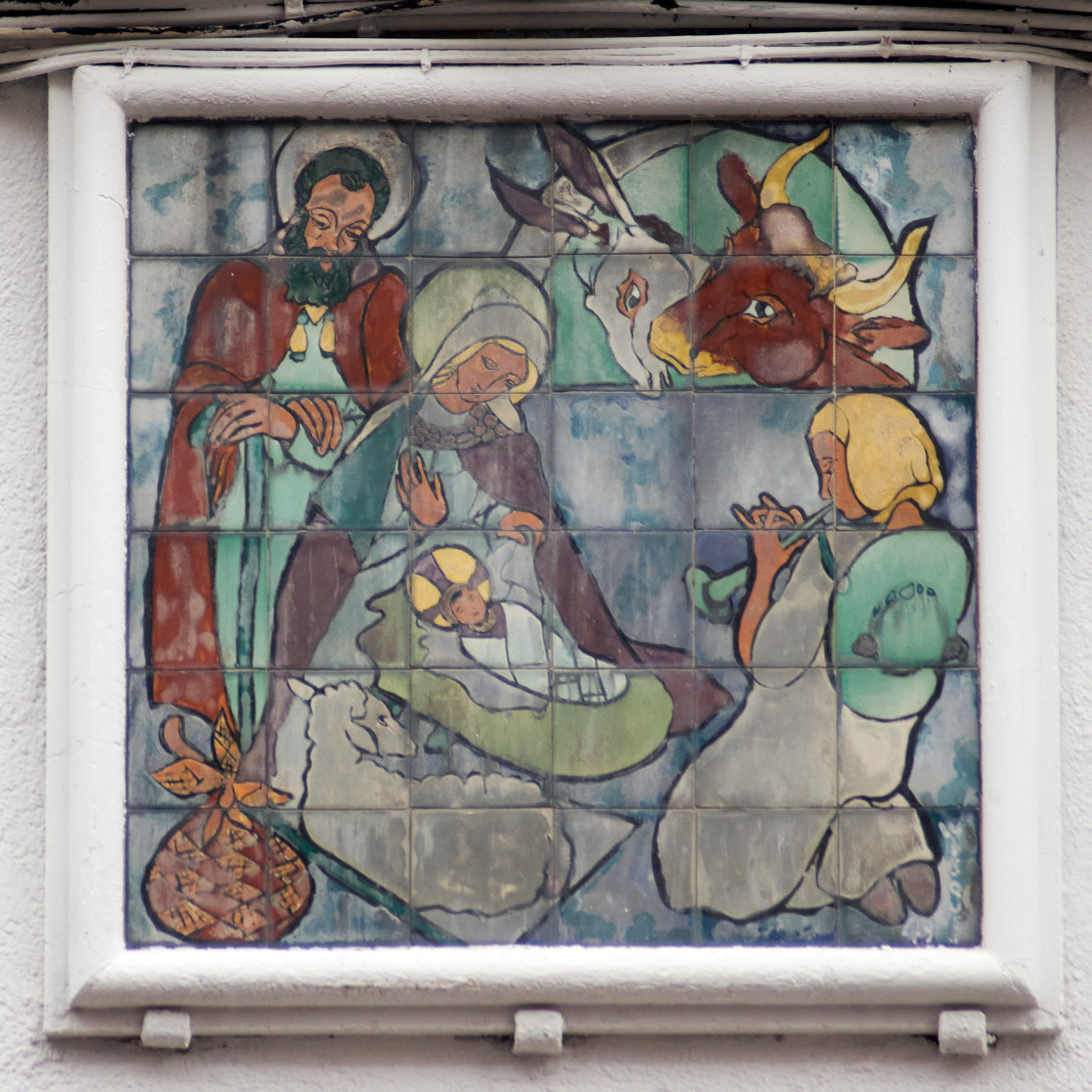
n°99
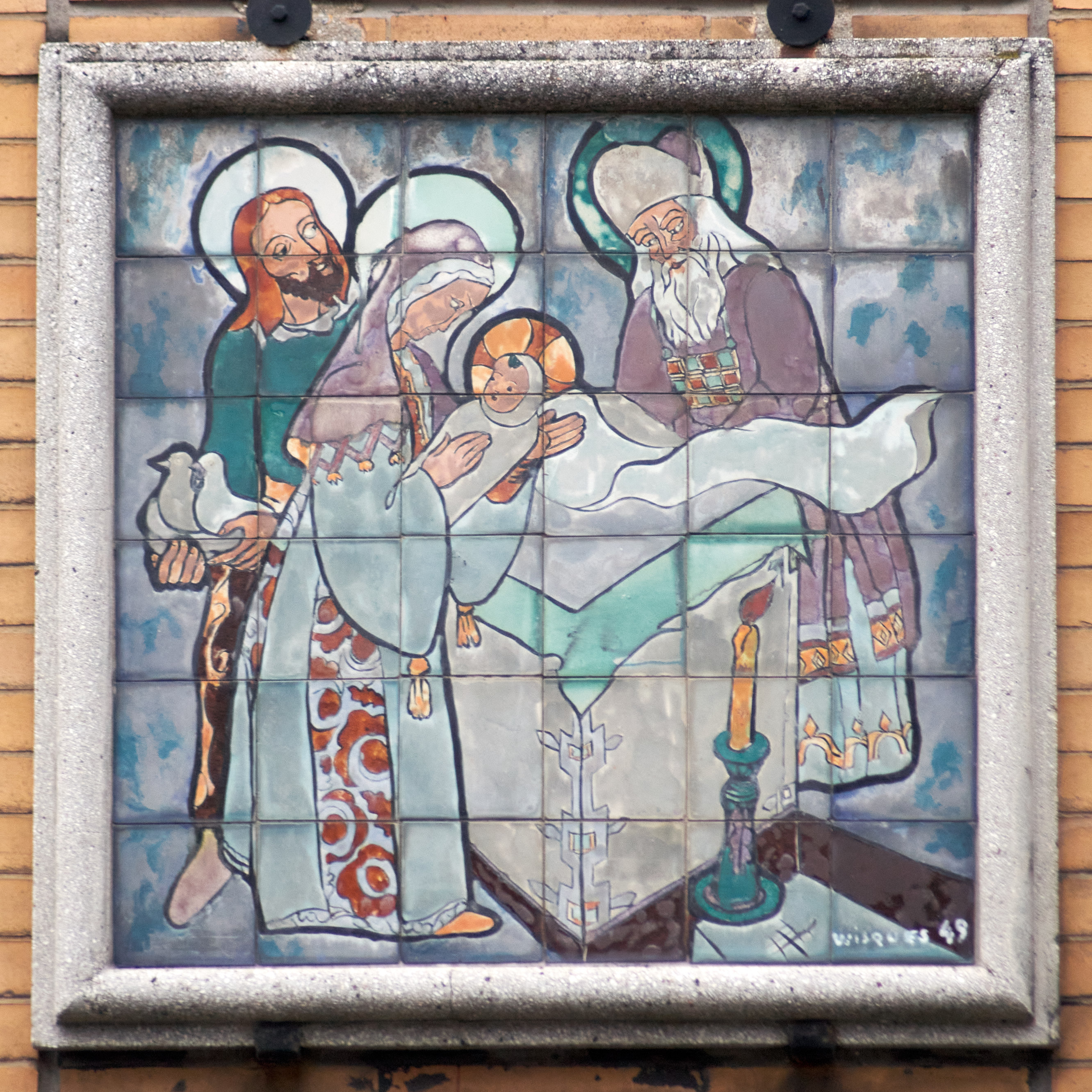
n°76 bis
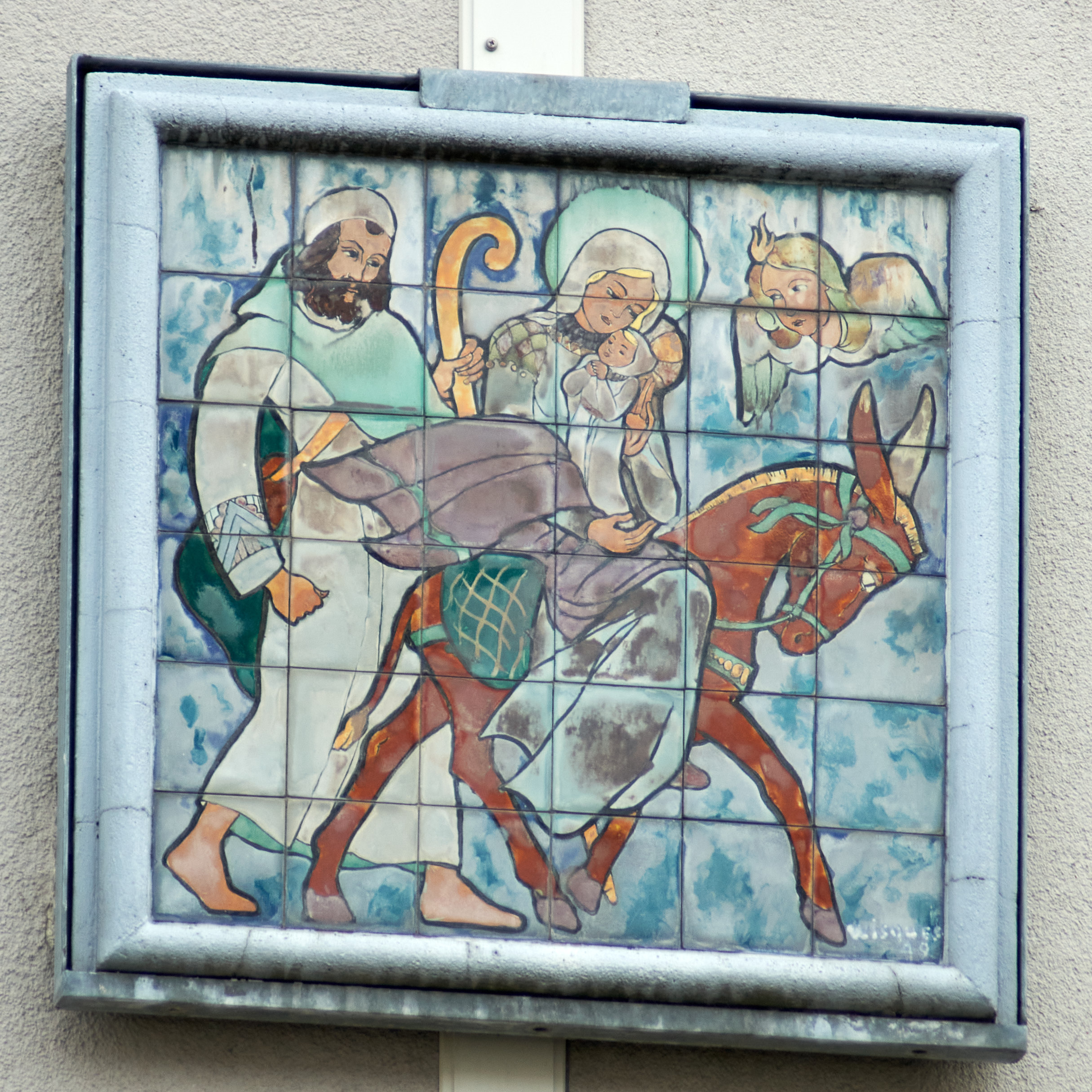
Face au n°98
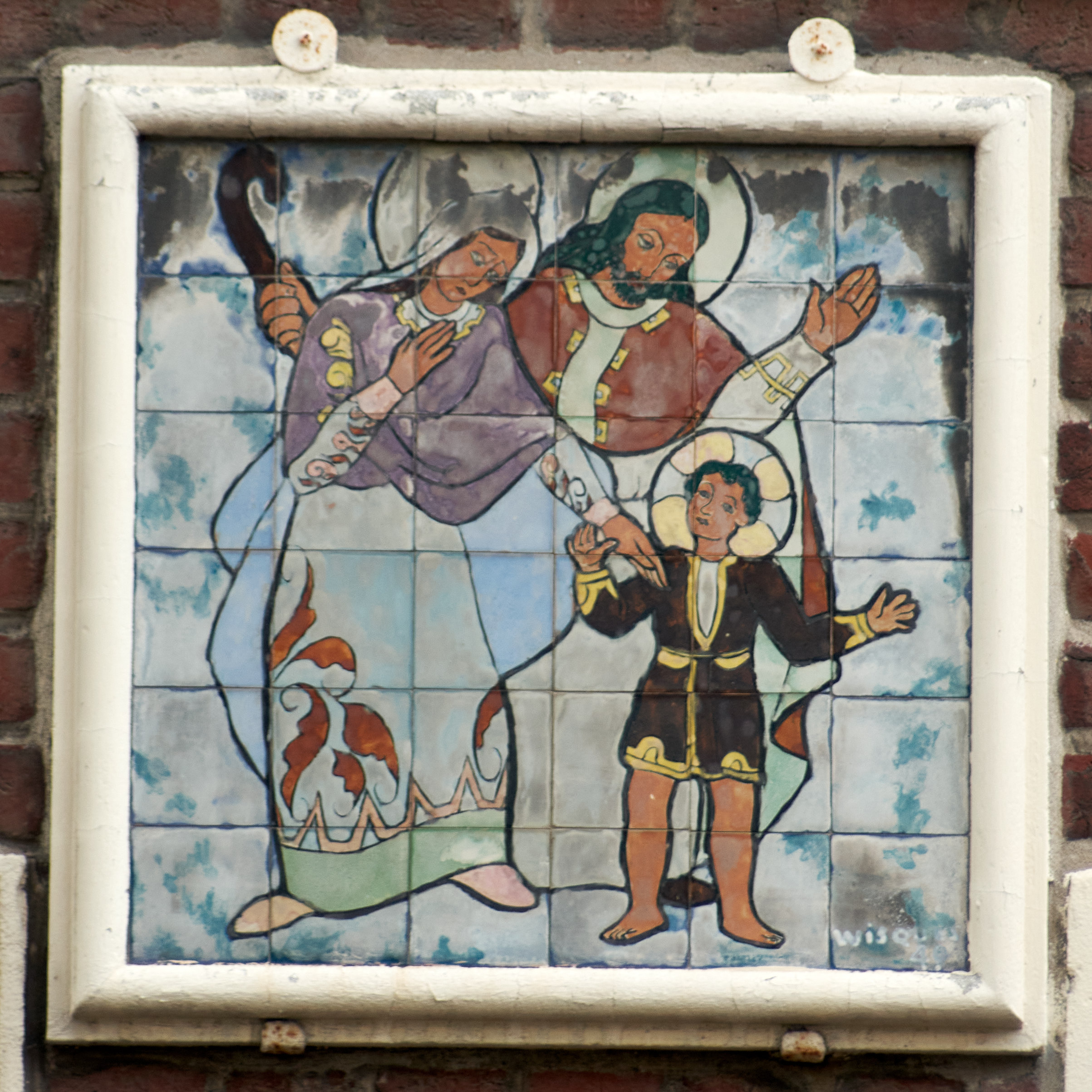
n°181
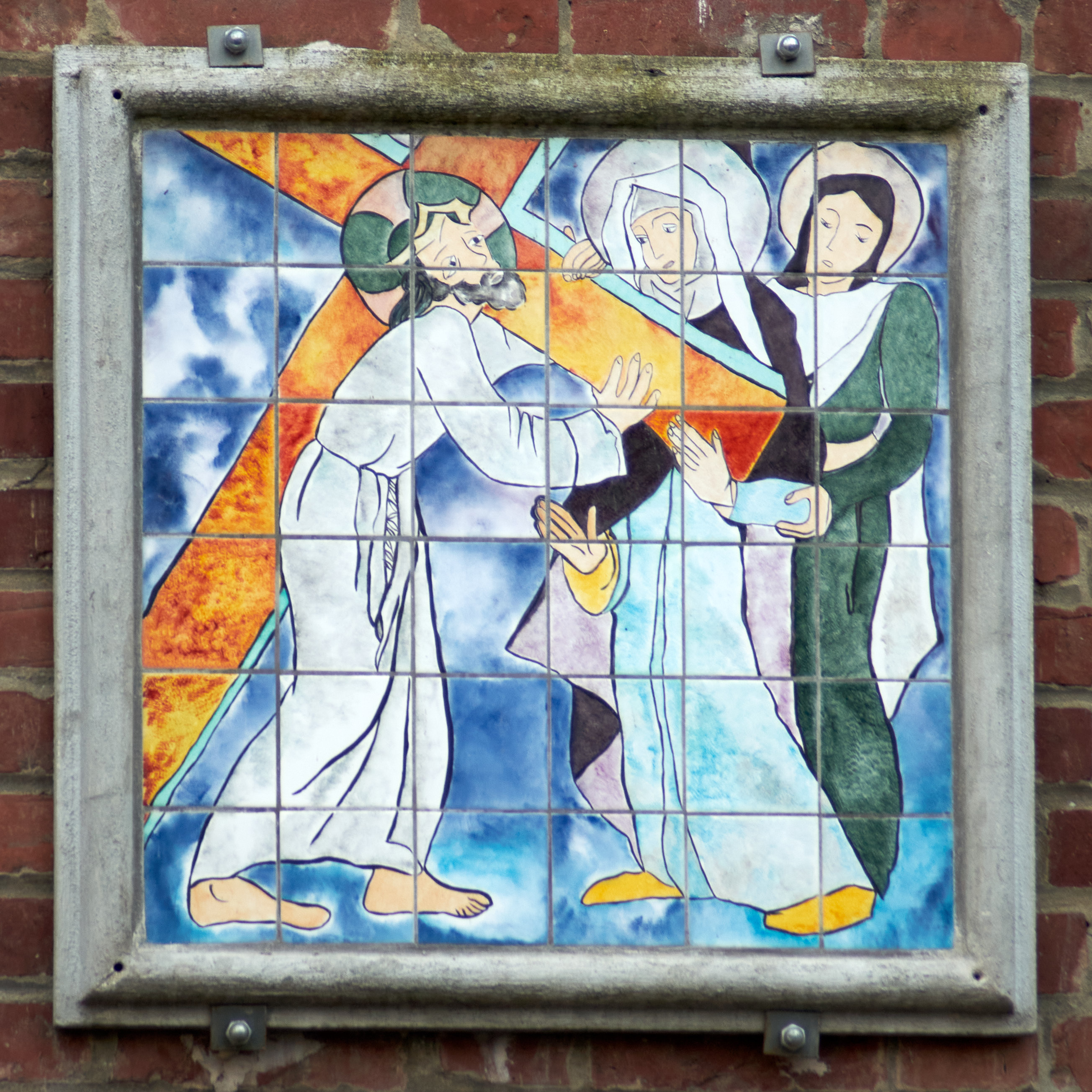
n°195

## Historique
La rue des Stations est établie sur une ancienne voie de pèlerinage faisant suite à une légende selon laquelle deux bergers voyant leurs moutons s'agenouiller auraient découvert une statue de la Vierge en 1014. Le Comte de Flandre participant à ce pèlerinage fut guéri d'une maladie incurable et fit construire une chapelle actuellement Notre-Dame de Réconciliation.
Des pèlerinages avaient également comme destination Notre-Dame de Loos. Ces pèlerinages furent abandonnés. Les jésuites ont ravivé cette tradition au XVIIe siècle, époque où furent édifiées en 1635, sept chapelles disparues. Cette renaissance semble être restée assez éphémère.
Le long de ce chemin de pèlerinage, un canal destiné à améliorer l'alimentation du canal du Haut-Hibernois jusqu'alors très envasé fut creusé en 1565. Ce canal était une dérivation à partir d'Esquermes du Fourchon ou Arbonnoise, un des bras primitifs de la Deûle.
En aval de l'actuelle rue des Stations, le canal passait à l'emplacement de la place des Halles centrales puis près de l'actuelle rue de Puébla où il longeait la digue d'inondation de Vauban et prenait ensuite une orientation sud-est le long de l'enceinte fortifiée de Lille (proche du boulevard de la Liberté) jusqu'au canal du Haut-Hibernois à proximité de l'actuelle place Jacquard.
Le canal du Haut-Hibernois, du nom d'une communauté religieuse établie rue de la Vignette depuis le XVIIe siècle, était alimenté par un pont-aqueduc à partir du fossé des fortifications. Ce canal passait sous la rue Vignette, longeait l'arrière des maisons de la rue du Plat jusqu'à un pont sous la rue du Molinel au-delà duquel il se prolongeait par le canal des Hibernois et les ramifications de l'ancien réseau de canaux de la ville de Lille.
Le canal des Stations fut approfondi et élargi en 1637.
Le chemin le long du canal devint une promenade appréciée jusqu'à l'époque où il fut pollué par l'industrie.
La rue des Stations fut ouverte en 1863 à l'emplacement de plusieurs anciennes voies, chemin des stations, rue des Longs-Murs, petite rue d'Antin, rue de l'écluse (le pont de l'écluse était situé au niveau de la rue Colbert), rue de l'ancien cimetière (l'ancien cimetière de Wazemmes était situé à côté de l'ancienne église à l'emplacement de la rue Lavoisier et de la place Philippe de Girard), sentier et rue des stations.
La rue longeait le canal sauf sur le tronçon entre les rues Colbert et Deschodt où la voie d'eau s'écartait en formant une courbe au nord du parcours rectiligne de la nouvelle voie.
Le canal fut recouvert en 1883. Il n'en reste aucune trace.

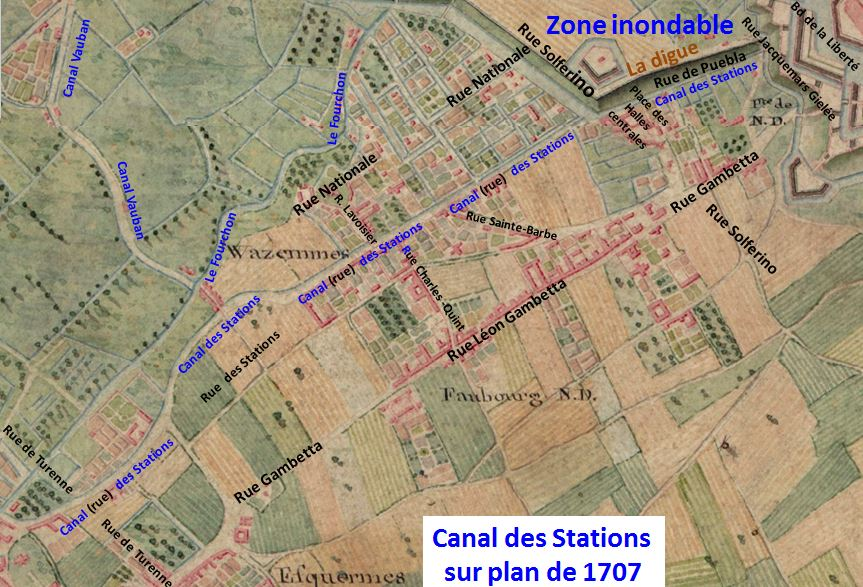
Canal des Stations sur plan de 1707 avec indication des principales voies actuelles
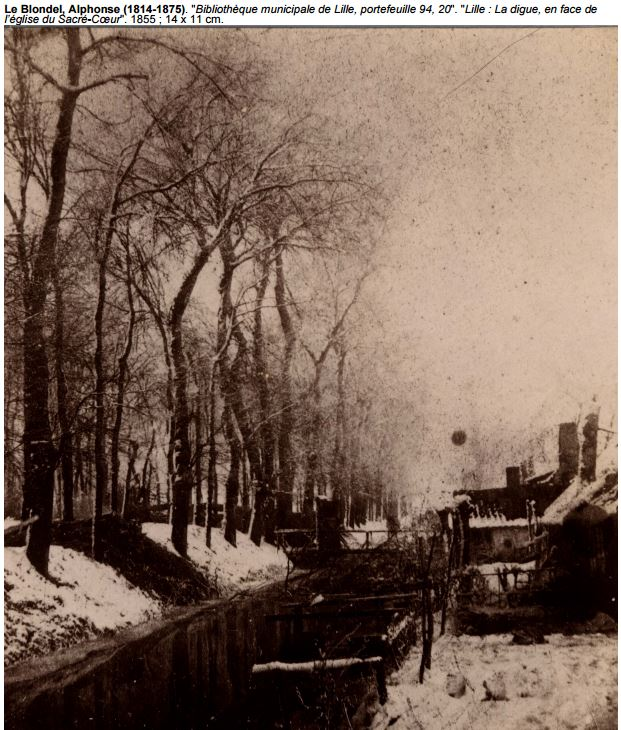
Canal des stations en 1855 près de l'actuelle rue de Puebla (photo Le Blondel)

## Bâtiments remarquables et lieux de mémoire
La rue des Stations est bordée d'immeubles d'habitation, en majorité de la fin du XIXe siècle, début XXe siècle, parmi lesquelles la maison du 42 très ornée, construite en 1890 par M. Gravois carreleur, l'immeuble du 98, anciens bureaux des établissements Delebart-Mallet actuellement siège de l'Institut Goethe et du Conseil d'architecture, d'urbanisme et de l'environnement du Nord et quelques maisons du XVIIIe siècle ou début XIXe siècle, antérieures à l'annexion de Wazemmes par Lille en 1858. Ces bâtiments anciens, notamment une maison rurale à l'angle de la rue Charles-Quint, sont situés côté impair, car le canal longeait la rue ouverte en 1863 (et l'ancien chemin de promenade) de l'autre côté. S'y trouve aussi l'ancien couvent des carmes déchaux, entre la rue Colbert et la rue du marché, qui accueillit les religieux, en 1928, et vit leur départ en 2012 permettant ainsi la transformation de l'édifice en résidence privée.
La rue comporte également des immeubles récents construits à partir de la deuxième moitié du XXe siècle.

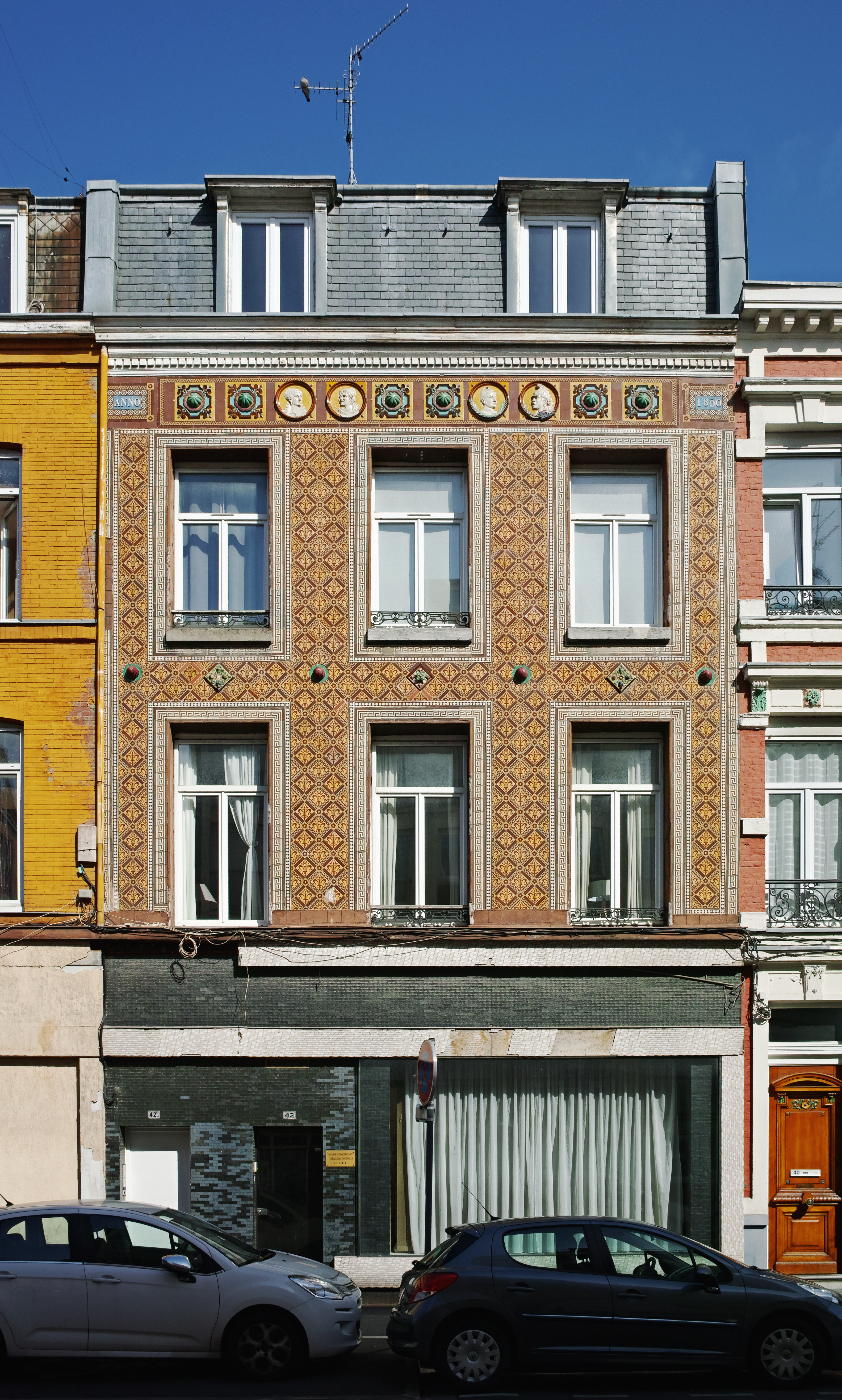
Façade de la maison du 42 rue des stations
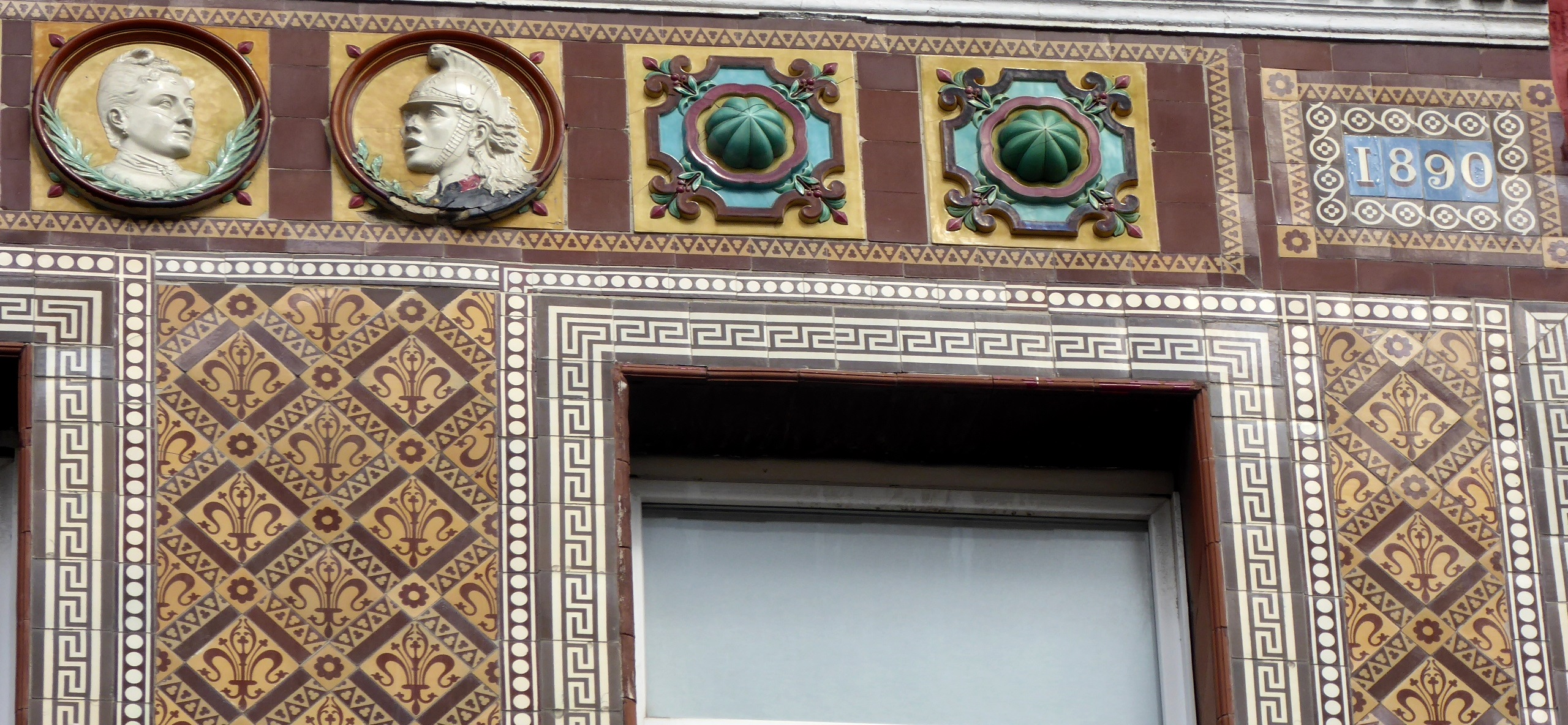
Céramiques sur la façade du no 42
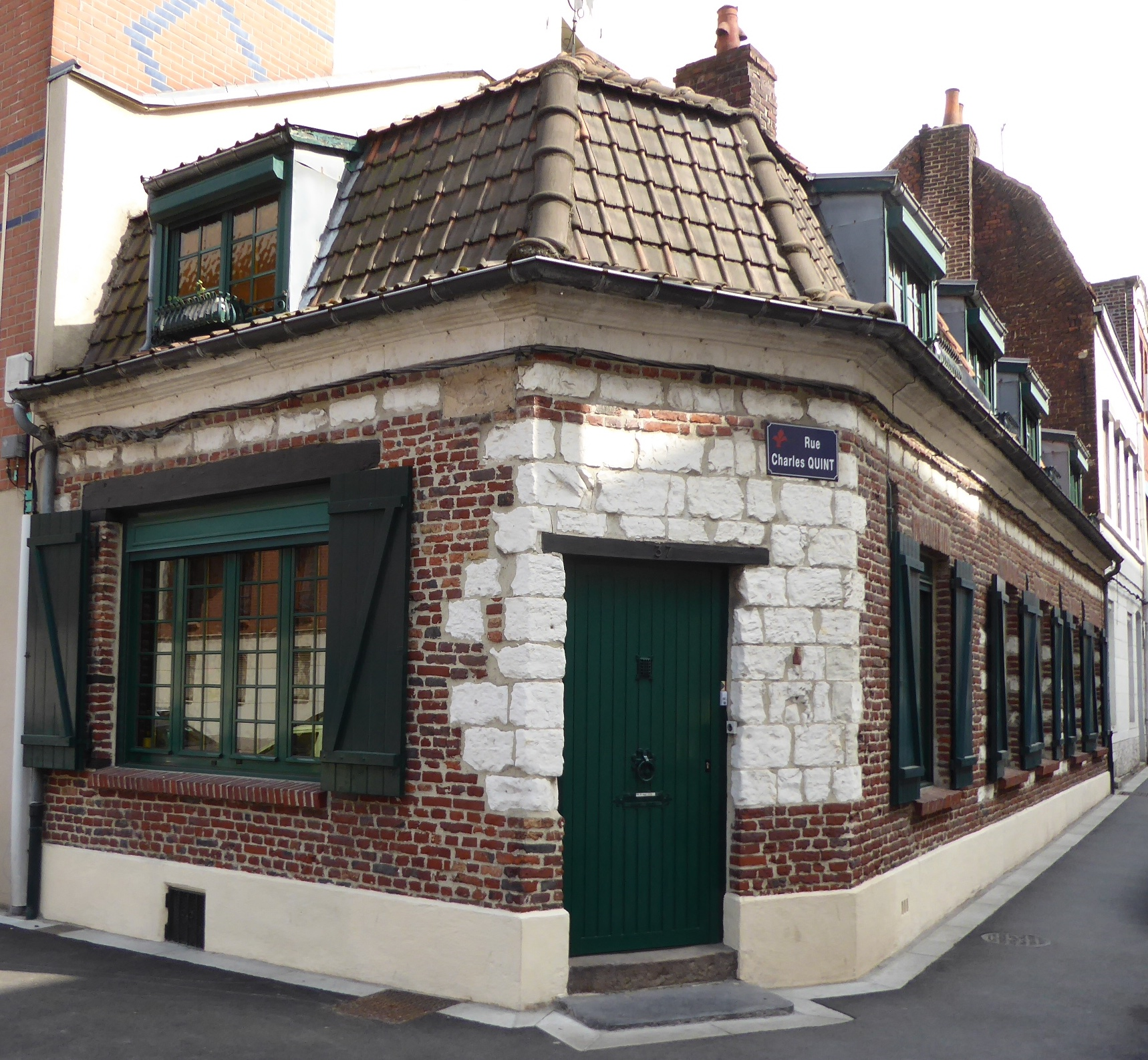
Ancienne maison rurale à l'angle de la rue Charles-Quint
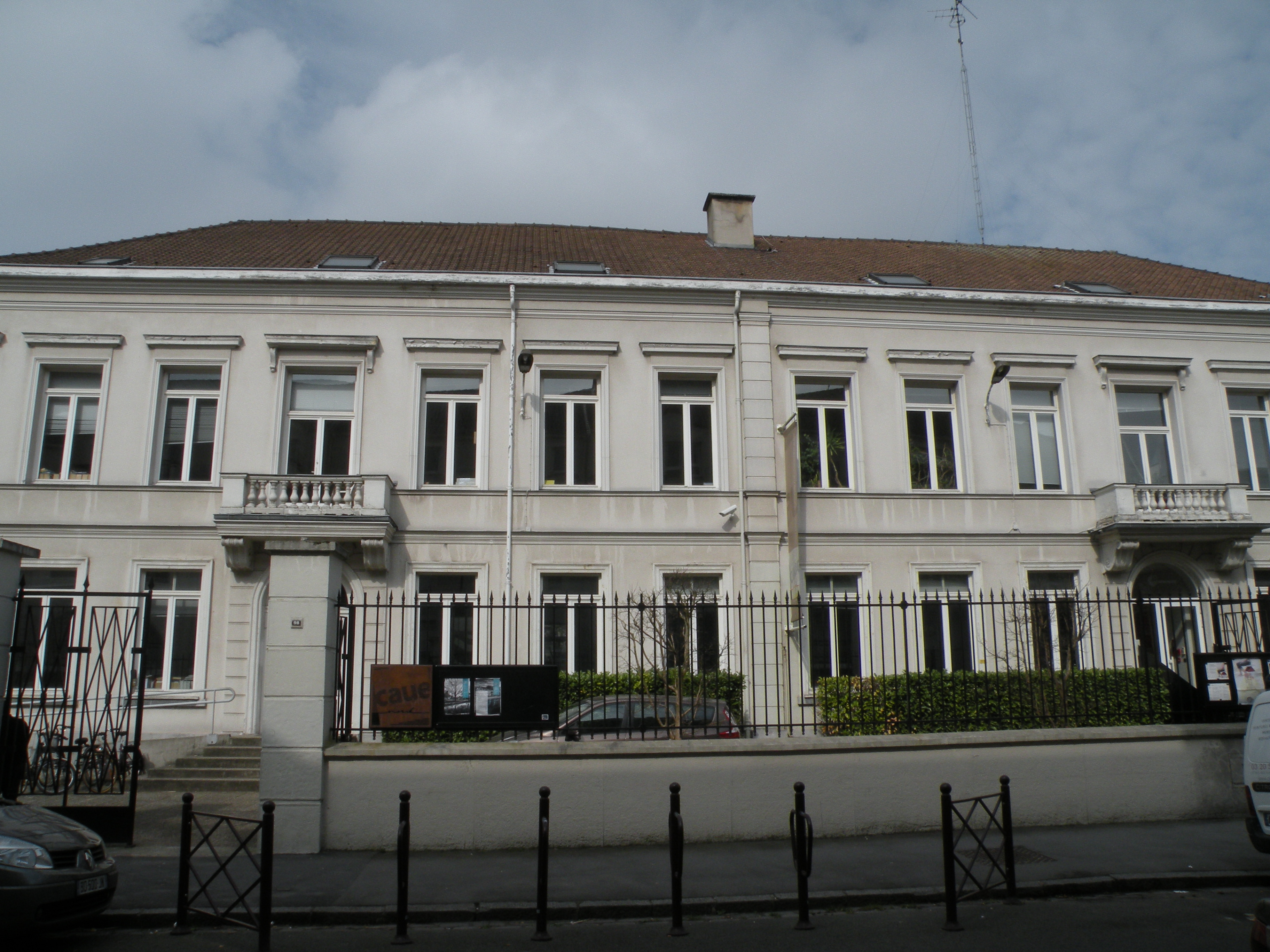
immeuble du 98 rue des stations